# Trigonisca flavicans
Trigonisca flavicans là một loài Hymenoptera trong họ Apidae. Loài này được Moure mô tả khoa học năm 1950.